# 미야지마 연락선

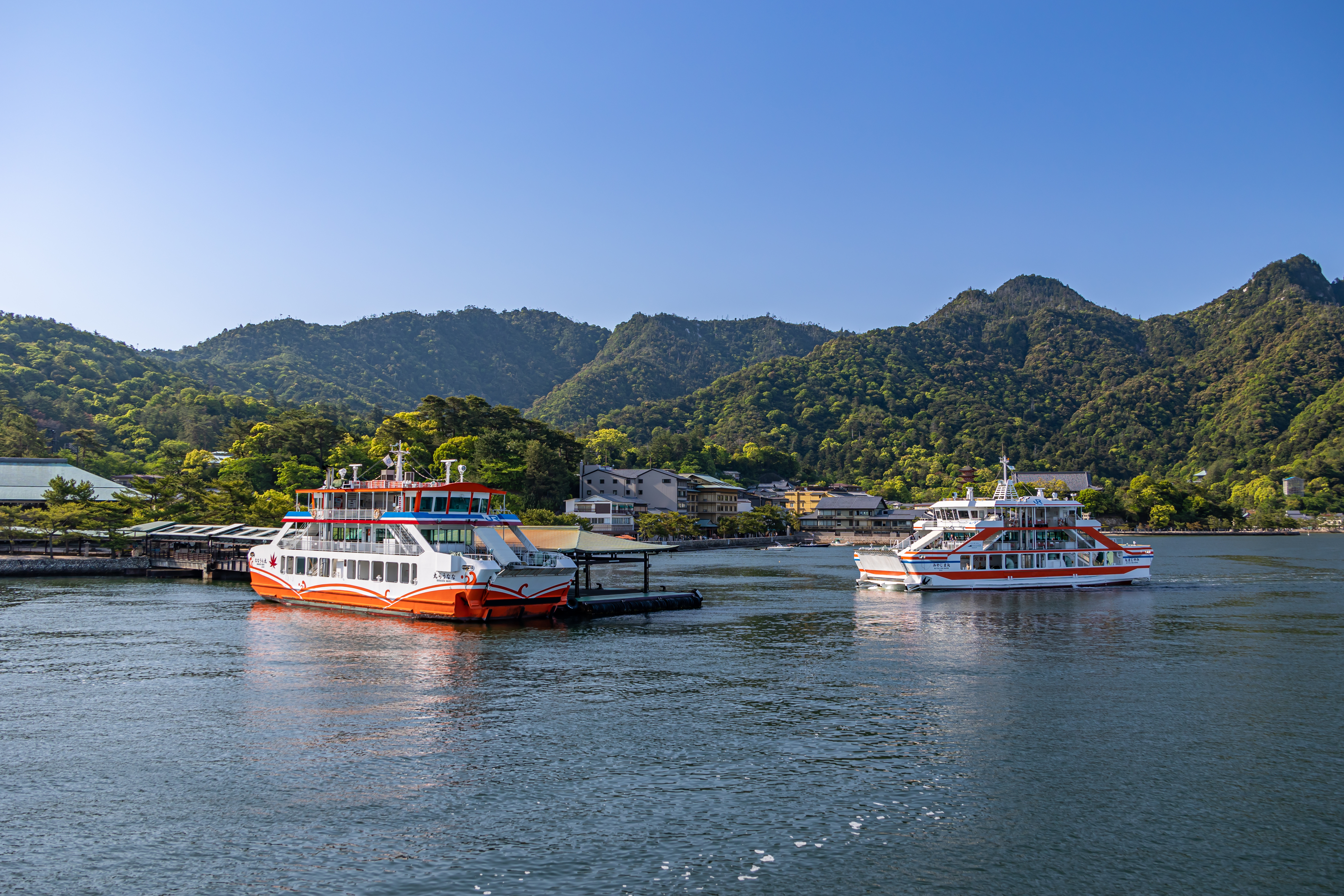
미야지마 부두와 나나우라마루 (왼쪽), 미야지마마루 (오른쪽)

미야지마 연락선(宮島連絡船 미야지마 렌라쿠센[*])은 일본 히로시마현 하쓰카이치시의 미야지마구치 부두와 이쓰쿠시마섬의 미야지마 부두 사이를 연결하는 JR 니시니혼 미야지마 페리의 항로 (철도연락선)이다. 노선명은 미야지마 항로이다.

## 같이 보기
- 미야지마 마쓰다이 기선